# Makram Daboub
Makram Daboub (* 30. Dezember 1972 in Tunis) ist ein ehemaliger tunesischer Fußballtorhüter und heutiger -trainer.

## Karriere

### Spieler
Zur Saison 1989/99 schloss sich Daboub Espérance Tunis an und blieb dort bis zum Sommer 1993. Danach schloss er sich ES Zarzis an und gewann mit diesen in der Saison 2003/04 den nationalen Pokal. Hier beendete er seine Spielerkarriere im Anschluss der Saison 2008/09.

### Trainer
Bereits im Mai 2008 war er kurzzeitig noch als Spieler Interimstrainer bei ES Zarzis und stand hier am Ende der Saison einmal an der Seitenlinie.
Seit Ende 2010 ist er als Trainer für den palästinensischen Fußballverband tätig. Zu Beginn arbeitete er unter verschiedenen Trainern als Torwart-Trainer für die A-Nationalmannschaft. Seit Mai 2021 ist er selbst Cheftrainer.